# Tro Bro Leon 2018
La 35.ª edición de la clásica ciclista Tro Bro Leon fue una carrera en Francia que se celebró el 15 de abril de 2018 sobre un recorrido de 203,2 kilómetros con inicio y final en la ciudad de Lannilis.
La carrera hizo parte del UCI Europe Tour 2018, dentro de la categoría 1.1
La carrera fue ganada por el corredor francés Christophe Laporte del equipo Cofidis, en segundo lugar Damien Gaudin (Direct Énergie) y en tercer lugar Jelle Mannaerts (Tarteletto-Isorex).

## Equipos participantes
Tomaron parte en la carrera 18 equipos: 2 de categoría UCI WorldTeam; 11 de categoría Profesional Continental; y 5 de categoría Continental. Formando así un pelotón de 133 ciclistas de los que acabaron 58. Los equipos participantes fueron:
| WorldTeams (2)- AG2R La Mondiale - Groupama-FDJ Equipos continentales profesionales (11)- Direct Énergie - Delko-Marseille Provence-KTM - Cofidis, Solutions Crédits - Fortuneo-Samsic - Vital Concept - Israel Cycling Academy - Euskadi Basque Country-Murias - Vérandas Willems-Crelan - Sport Vlaanderen-Baloise - Wanty-Groupe Gobert - UnitedHealthcare Equipos continentales (6)- Saint Michel-Auber 93 - Roubaix Lille Métropole - Team Joker Icopal - Cibel-Cebon - Tarteletto-Isorex - Fundación Euskadi |
| |

## Clasificación final
- Las clasificaciones finalizaron de la siguiente forma:[4]

| \| Clasificación general \| Clasificación general \| Clasificación general \| Clasificación general \| Clasificación general \| \| Ciclista \| Ciclista \| Equipo \| Tiempo \| \| \| --------------------- \| --------------------- \| ---------------------------- \| --------------------- \| --------------------- \| \| 1.º \| Christophe Laporte \| Cofidis, Solutions Crédits \| 5 h 12 min 07 s \| \| \| 2.º \| Damien Gaudin \| Direct Énergie \| + 4 s \| \| \| 3.º \| Jelle Mannaerts \| Tarteletto-Isorex \| + 16 s \| \| \| 4.º \| Hugo Hofstetter \| Cofidis, Solutions Crédits \| + 16 s \| \| \| 5.º \| Rasmus Tiller \| Joker Icopal \| + 16 s \| \| \| 6.º \| Olivier Le Gac \| Groupama-FDJ \| + 16 s \| \| \| 7.º \| Mikel Aristi \| Euskadi-Murias \| + 16 s \| \| \| 8.º \| Jonas Rickaert \| Sport Vlaanderen-Baloise \| + 16 s \| \| \| 9.º \| Mauro Finetto \| Delko-Marseille Provence-KTM \| + 16 s \| \| \| 10.º \| Stijn Vandenbergh \| AG2R La Mondiale \| + 16 s \| \| |                    |                              |                 |
| |                    |                              |                 |
| Fuente: ProCyclingStats |                    |                              |                 |
| Clasificación general |                    |                              |                 |
| Ciclista | Ciclista           | Equipo                       | Tiempo          |
| 1.º | Christophe Laporte | Cofidis, Solutions Crédits   | 5 h 12 min 07 s |
| 2.º | Damien Gaudin      | Direct Énergie               | + 4 s           |
| 3.º | Jelle Mannaerts    | Tarteletto-Isorex            | + 16 s          |
| 4.º | Hugo Hofstetter    | Cofidis, Solutions Crédits   | + 16 s          |
| 5.º | Rasmus Tiller      | Joker Icopal                 | + 16 s          |
| 6.º | Olivier Le Gac     | Groupama-FDJ                 | + 16 s          |
| 7.º | Mikel Aristi       | Euskadi-Murias               | + 16 s          |
| 8.º | Jonas Rickaert     | Sport Vlaanderen-Baloise     | + 16 s          |
| 9.º | Mauro Finetto      | Delko-Marseille Provence-KTM | + 16 s          |
| 10.º | Stijn Vandenbergh  | AG2R La Mondiale             | + 16 s          |

## UCI World Ranking
La Tro Bro Leon otorgó puntos para el UCI Europe Tour 2018 y el UCI World Ranking, este último para corredores de los equipos en las categorías UCI WorldTeam, Profesional Continental y Equipos Continentales. Las siguientes tablas muestran el baremo de puntuación y los 10 corredores que obtuvieron más puntos:
| Posición              | 1.ª | 2.ª | 3.ª | 4.ª | 5.ª | 6.ª | 7.ª | 8.ª | 9.ª | 10.ª | 11.ª | 12.ª | 13.ª-15.ª | 16.ª-25.ª |
| Clasificación general | 125 | 85  | 70  | 60  | 50  | 40  | 35  | 30  | 25  | 20   | 15   | 10   | 5         | 3         |

| 1.º  | Christophe Laporte | Cofidis, Solutions Crédits    | 125 |
| 2.º  | Damien Gaudin      | Direct Énergie                | 85  |
| 3.º  | Jelle Mannaerts    | Tarteletto-Isorex             | 70  |
| 4.º  | Hugo Hofstetter    | Cofidis, Solutions Crédits    | 60  |
| 5.º  | Rasmus Tiller      | Joker Icopal                  | 50  |
| 6.º  | Olivier Le Gac     | Groupama-FDJ                  | 40  |
| 7.º  | Mikel Aristi       | Euskadi Basque Country-Murias | 35  |
| 8.º  | Jonas Rickaert     | Sport Vlaanderen-Baloise      | 30  |
| 9.º  | Mauro Finetto      | Delko Marseille Provence KTM  | 25  |
| 10.º | Stijn Vandenbergh  | Ag2r La Mondiale              | 20  |